# 小西正純
小西 正純（こにし まさずみ）は、日本のマルチクリエイター。ILL SAGGIATORE主宰。KUUSOO株式会社代表取締役。

## 来歴・人物
現代美術家・演出家　飴屋法水に師事。『テクノクラート』第二期に参加。
後に、『ILL SAGGIATORE』名義で、CG、音楽、パフォーマンスアート活動を始める。
2000年代にはテレビ東京の深夜番組などに出演、姉の小西ミホ（東洋画家）とコラボレーションし、上海での活動の場を広げる。
現在はKUUSOO株式会社代表取締役／CEOとして、コンテンツ開発プロデューサー／コンセプターとして活動。

## 主な作品・出演イベント
- サイボーグ花ちゃん（NHK BS2 真夜中の王国）日本初の連続フル3DCGアニメ 1995年
- 謎王（バンダイビジュアル）ーPlayStation　ゲーム 1996年
- LOVE RING（クラブイベント）（1996年-1998年）
- morphe（アートイベント、青山スパイラル）オープニングアクト サラウンドライブ 1996年
- HEADPHONE LIVE　限定30人が自前ヘッドフォンを持ち寄るシークレットライブイベント
- VIDEO VIOLIN（ライブ用映像／音楽インターフェイス）1997年
- フジテレビとソニーによるオープンスタジオ、スタジオドリームメーカーのロゴデザインなど、フリーのデザイナーとして活動。
- 上海アートイベント2008 – MANDARA–小西ミホ主催のパフォーマンスアートイベント。舞台監督、音楽家として参加。
- 株式会社スマートソーシャルの役員として、サイバーエージェント社他のゲーム開発運営を外部サポート。
- 2018年　KUUSOO株式会社設立。
- 現在、コンテンツ開発プロデューサー、コンセプター、デザイナーとして活動。SZ10THアプリなどをプロデュース。